# Hemp Body Car (Конопляний автомобіль)

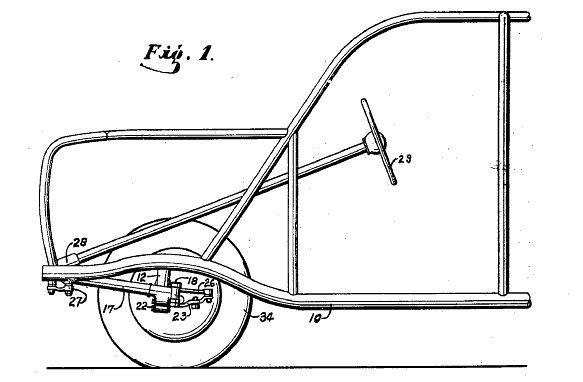
Рама конопляного автомобіля із зображень патенту 2,269,452 (від 13го лютого, 1942)

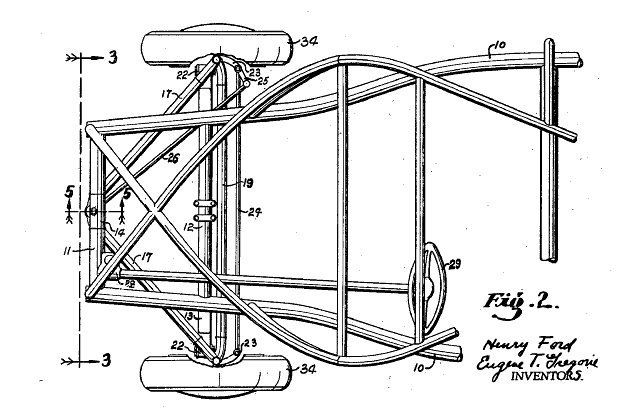
Рама конопляного автомобіля, Рис 2

Конопляний автомобіль ("Hemp body car") або соєвий автомобіль (Soybean car) (a.k.a. "Hemp body car") був першим прототипом автомобіля, корпус якого був повністю зроблений із пластику, який створювався із конопель (Cannabis sativa) та соєвих бобів. Такий корпус був легший, однак більш витривалий при пошкодженнях, ніж звичайний металевий корпус. Як пальне машина використовувала етанол, який отримувався із кукурудзи. Автомобіль розробила компанія Генрі Форда у місті Дірборн штату Мічиган (Dearborn, Michigan), який був представлений широкому загалу 13 серпня, 1941 року.

## Історія
Генрі Форд спочатку запропонував провести розробку такого автомобіля конструкторському відділу на чолі із Бобом Грегорі (Bob Gregorie). В остаточному підсумку він не був задоволений запропонованим проектом який розробила команда, і далі проектом продовжила займатись Лабораторія Сої в селищі Грінфілд (Greenfield). Керував цією розробкою Ловел Оверлі (Lowell Overly), який мав досвід у створенні штампувальних машин та інструментів. Завершений прототип був представлений на виставці фестивалю "Dearborn Days" у 1941 р.. Патент 2,269,452 для шасі конопляного автомобіля був виданий 13 січня 1942 року.
Через Другу Світову війну виробництво автомобілів у США було значно скорочено, а дослідження із пластиковим автомобілем були фактично припинені. До кінця війни ідея про пластиковий автомобіль пішла в забуття. За словами Ловела Оверлея, прототип автомобіля був знищений Бобом Грегорі.
Вважалось, що прийняття закону у США про оподаткування коноплі було пов'язано із конкуренцією між нафтохімічною промисловістю і паливом, яке можна було виробляти із цієї рослини. Ця конкуренція в першу чергу призвела до зниження ціни на нафту приблизно на 50%, що, відповідно до джерел, було зроблено для того, щоб конкурувати з рослинним паливом.
Інші стверджують, що Форд інвестував мільйони доларів у дослідження з розробки пластикового автомобіля безрезультатно. Він оголосив, що буде "вирощувати автомобілі з ґрунту", проте цього не сталося, навіть не зважаючи на те, що він мав більш ніж 12,000 акрів соєвих полів для експерименту. Деякі джерела навіть стверджують, що Соєвий автомобіль не був створений із сої взагалі, а був створений із фенолового пластику, продукту з кам'яновугільного дьогтю. Інші газети повідомляли про те, що всі дослідження Форда не породили в результаті нічого крім "збитого крему" замість матеріалу, який досліджувався.

## Міркування щодо пластикового автомобіля
Музей Генрі Форда дає такі пояснення щодо рішення Форда розробити пластиковий автомобіль, а саме пластикового автомобілю зробленого із соєвих бобів.
1. Форд шукав шлях інтегрувати виробництво із рослинництвом;
2. Форд заявляв, що автомобілі зроблені з такого пластику безпечніші за металеві автомобілі;
3. Він намагався створити новий пластиковий матеріал, який би був замінником металу що використовувався при розробці автомобілів. Додатковою перевагою стало б те, що пластик вирішив би проблему з браком металу в часи Другої Світової війни.[2]

## Складові автомобіля
Рама цього автомобіля була зроблена із сталевих труб, до яких було прикріплено близько чотирнадцяти пластикових панелей, за словами, "товщиною лише в 6 мм."  Вікна були зроблені із акрилових листів. Така модернізація призвела до зменшення ваги автомобіля від 3000 фунтів до 2000 фунтів, тобто зменшення ваги близько на 33%.
Точна інформація про склад пластикового автомобілю не відома, оскільки не збереглось жодних записів про сам пластиковий матеріал. Існують міркування про те, що це був результат комбінування сої, пшениці, конопель, льону та китайської кропиви. Ловел Оверлей, людина, яка брала найбільшу участь у створенні автомобіля, повідомляє що це був матеріал із "…соєвих волокон у феноловій смолі і обробкою із використанням формальдегіду."

## Відео в інтернеті
У інтернеті публікувалися фільм із кадрами 1941-го року про пластиковий автомобіль, в початкових титрах якого можна побачити відео із соєвим автомобілем, а в кінці відео показані кадри із Генрі Фордом, який вдаряє молотком або сокирою по капоту автомобіля. Автомобіль по якому він ударяє не є Конопляним автомобілем, але це був особистий автомобіль Форда із пластиковою панеллю із того самого матеріалу на капоті. Коли Джек Томсон (Jack Thompson), оповідач чорно-білого фільму 1941 р, оповідає у вступній частині, що те що зображується далі є соєвим автомобілем він не дає чіткого коментаря про те, що автомобіль, по капоту якого б'є Генрі Форд на наприкінці фільму є власний автомобіль Форда зроблений із того самого матеріалу - а не сам Соєвий автомобіль-прототип. Генрі Форд своїми діями демонстрував витривалість пластикового матеріалу. Демонстрація була видовищною, оскільки інструмент яким він вдаряв відскочив із значною силою і фотографія цього була опублікована всьому загалу.

## Цитати
- Чому ми використовуємо ліси, яким потрібні століття, щоб вирости та шахти, які закладувались віками, якщо ми можемо отримати еквівалент лісу і мінеральних продуктів за допомогою щорічного вирощування конопляних полів? - Генрі Форд.